# Sarabande
De sarabande is een oude Spaanse dans die veelal voorkomt in barokke suites. De dans heeft een langzaam tempo en is geschreven in een driedelige maatsoort, meestal een 3/2 maat, met een licht beklemtoonde tweede tel. Een beroemde sarabande is de opening van de Ouverture Egmont van Ludwig van Beethoven. Georg Friedrich Händel, componist in de 17e eeuw ten tijde van De Verlichting, componeerde eveneens een sarabande, als vierde deel in zijn suite in d-klein voor solo-klavecimbel (HWV 437).
De oorsprong van de dans is niet gekend, maar soms wordt geclaimd dat de dans door Spaanse kolonisten werd meegenomen vanuit Centraal-Amerika. Omstreeks 1600 vermengde de dans zich met Arabische dansen en verspreide het zich vanuit Spanje naar het toenmalig Koninkrijk Frankrijk, alwaar de dans van lieverlede een plechtig en statig karakter kreeg.
De muzikale zetting van de dans is meestal homofoon, waarbij de vaak met ornamenten versierde melodie eindigt op de tweede tel, dat is het moment van bijtrekken van de ene voet na de slotpas.
De sarabande is een tijdlang verboden geweest aan het Spaanse hof van Filips II, omdat de dans door het langzame geschuifel als licht erotisch gezien werd. Dit stond haaks op de eerder in zwang zijnde snelle dansvormen, die afstandelijkheid en neutraliteit uitstraalden.

## Voorbeelden van het ritme der sarabande
De klemtoon ligt doorgaans in de eerste van elke twee maten op de tweede tel, en in de eropvolgende maat op de eerste tel:
{\displaystyle {\tfrac {3}{2}}}
of
{\displaystyle {\tfrac {3}{2}}}